# علی احمدی (بازیکن افغانستانی)
علی احمدی (انگلیسی: Ali Ahmadi؛ زادهٔ ۲۱ مرداد ۱۳۶۷) بازیکن فوتبال اهل افغانستان است.
وی همچنین در تیم ملی فوتبال افغانستان بازی کرده‌است.